# Báquides (nombre)
Báquides (en latín, Bacchidem, adaptado al griego como Bacchis); es un nombre propio unisex de origen latín en su variante en español. Proviene del término Baco (dios del vino), del cual deriva la palabra Bacchi, que significa seguidor, siendo el plural de éste Bacchidem. 

## Variantes en otros idiomas
| Idioma     | Traducción | Pronunciación   |
| ---------- | ---------- | --------------- |
| Español    | Báquides   | Báquides        |
| Alemán     | Bakchides  | Báckquides      |
| Bielorruso | Вакхиду    | Vakchidu        |
| Catalán    | Bàquides   | Bá'cwides       |
| Eslovaco   | Bacchides  | Bákjuides       |
| Finlandés  | Bacchides  | Bákshides       |
| Francés    | Bacchidès  | Bákquides       |
| Hebreo     | אכחידס     | Akhykm (Ackicm) |
| Inglés     | Bacchides  | Beáshids        |
| Italiano   | Bàcchide   | Báckquide       |
| Latín      | Bacchidem  | Báquidem        |
| Rumano     | Bacchide   | Báquide         |
| Ruso       | Вакхиду    | Vakkhidu        |
| Serbio     | Баццхидес  | Bácshjides      |
| Ucraniano  | Вакхіди    | Vakkhidy        |
| Yiddish    | באַקטשידעס  | Báqtşydʻs       |